# Merkel Jagd- und Sportwaffen
Die Merkel Jagd- und Sportwaffen GmbH ist ein deutscher Jagdwaffenhersteller in Suhl, Thüringen. Das Unternehmen bezieht sich direkt auf die bis ins 15. Jahrhundert zurückreichende Tradition der Suhler Büchsenmacher. Merkel ist der letzte größere, am historischen Jagdwaffenstandort Suhl verbliebene Manufaktur- und Industriebetrieb. Das Unternehmen hat eine hohe Fertigungstiefe für traditionelle Jagdwaffen aus Manufakturfertigung (Schäfte, Schlösser, Systeme, Läufe und Gravuren aus eigener Herstellung). Merkel stellt eine ganze Reihe moderner Jagdwaffen her. In diesen bezieht sich Merkel aber explizit auf Technologien aus der Büchsenmacher-Vergangenheit der Region Suhl.
Merkel bietet ein großes Sortiment an Kipplaufwaffen für die Jagd in den Produktgruppen Querwaffen (Doppelbüchsen, Doppelflinten), Drillinge und Bockgewehre (Bockdoppelflinten, Bockdoppelbüchsen und kombinierte Bockwaffen) an. Seit einiger Zeit hat Merkel auch eine Repetierbüchse, die KR1 (Kurzrepetierer) und eine ursprünglich mit Heckler & Koch entwickelte Selbstladebüchse SR1 im Programm.
Merkel gliedert sein Produktsortiment in Meisterstücke (traditionell in Manufaktur gefertigte Gewehre) und MEM. Dabei steht MEM für das Kulturgen Mem – im übertragenen Sinne für die „Suhler Gene“. MEM-Gewehre werden modern gefertigt – mit Bezug auf die Suhler Büchsenmachertradition, beispielsweise unter Verwendung einer Leichtmetall-Basküle in Kombination mit dem Suhler Kippblock-Verschluss des Büchsenmachers Franz Jäger (patentiert 1906).

## Geschichte
Albert Oskar Merkel, Karl Paul Merkel und Gebhard Merkel gründeten 1898 das Unternehmen Gebrüder Merkel Suhl. Sie begannen 1905 mit der Spezialfabrikation von Gewehren mit übereinanderliegenden Läufen (Bockgewehre). Albert Oskar Merkel schied 1907 aus dem Unternehmen aus.
Während des Ersten Weltkriegs brach die Jagdwaffenproduktion zusammen, es kam zum Verlust vieler Auslandsmärkte. In den 1930er Jahren etabliert das Unternehmen die Schutzmarke „Bock“ für doppelläufige Jagd- und Sportwaffen (Bockwaffen). Der Mitgründer Gebhard Merkel starb 1933. Das Unternehmen erhielt 1937 den Grand Prix für seine Gewehre bei der Weltausstellung in Paris. Im Jahr 1938 übernahmen Adolf Schade und Ernst Merkel die Geschäftsführung.
Nach Ausbruch des Zweiten Weltkriegs 1939 produzierte das Unternehmen Karabiner-, Motoren- und Geräteteile sowie Entfernungsmesser. Bei Merkel arbeiteten bis zu 370 Beschäftigte. Der Reichsjägermeister Hermann Göring orderte 1940 eine Jagdstückgravur. Die Jagdflinte wurde nach dem Zweiten Weltkrieg von den USA erbeutet und ist im NRA-Rifle-Museum in Fairfax ausgestellt. Im Jahr 1942 starb Karl Paul Merkel. Durch die Kriegsproduktion kam um 1943 die Jagdgewehrproduktion fast vollständig zum Erliegen.

### Nachkriegszeit und die Zeit der DDR
Nach dem Ende des Krieges startete Merkel 1945 unter dem Treuhänder Adolf Schade, dem Schwiegersohn von Karl Paul Merkel, mit 125 Beschäftigten neu. Im Jahr 1948 erfolgte die entschädigungslose Enteignung der Gründerfamilien durch die Sowjetische Militäradministration in Deutschland. Zu diesem Zeitpunkt fertigten rund 165 Mitarbeiter 1021 Jagdgewehre im Jahr.
Ab Januar 1950 firmierte das Unternehmen als VVB MEWA Gebrüder Merkel Jagdgewehrfabrik Suhl. Das Unternehmen wuchs wieder: 1952 beschäftigte Merkel 200 Mitarbeiter, die 1872 Jagdgewehre herstellten. Dem amerikanischen Präsidenten Dwight D. Eisenhower und dem Parteichef der KPdSU Nikita Chruschtschow wurde 1953 je ein Merkel-Jagdgewehr von der DDR-Führung geschenkt.
Zum Jahresbeginn 1968 kam es zur Zusammenlegung des Werks mit dem VEB Fahrzeug und Gerätewerk Simson Suhl, woraufhin der Betrieb von da an VEB Fahrzeug- und Jagdwaffenwerk „Ernst Thälmann“ hieß. Der Ingenieur Gerhard Grüber entwickelte 1970 ein Luxuswaffen-Sortiment für Merkel, das ein weltweiter Exportschlager wurde. Das 150.000. Bockgewehr seit 1945 wurde im Jahr 1987 gefertigt: ein Modell 203 E. Die Gewehre der Manufaktur waren für die DDR ein wichtiger Devisenbringer und wurden in mehr als 70 Ländern vertrieben.

### Neugründung nach der Wende

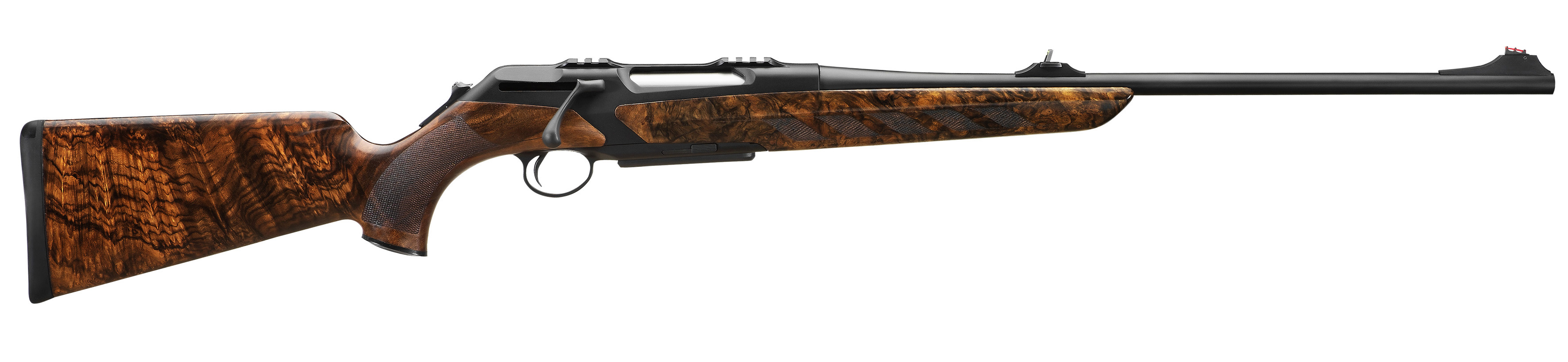
Repetierbüchse Merkel RX Helix (2010)

Aus dem Fahrzeug- und Jagdwaffenwerk „Ernst Thälmann“ ging noch 1989 die Jagd- und Sportwaffen Suhl GmbH hervor, die aber bereits 1993 Insolvenz anmelden musste. Im Jahr 1994 erfolgte dann die Neugründung als Suhler Jagd- und Sportwaffen GmbH mit der Weiterführung der Marke Merkel. Die Heckler & Koch Jagd- und Sportwaffen GmbH, Oberndorf am Neckar, übernahm 2003 das Unternehmen. Marke und Produktionsstandort blieben bestehen.
Im Jahr 2004 fanden eine Konsolidierung und ein Re-Engineering des klassischen Produktprogramms statt. Das Unternehmen präsentierte 2005 die Repetierbüchse KR1 und 2006 die Selbstladebüchse SR1. Die Merkel Jagd- und Sportwaffen GmbH, Suhl/Thüringen, einschließlich ihrer internationalen Vertriebstöchter, wurde 2007 an die Caracal International LLC (Abu Dhabi) verkauft. Geschäftsführung, kaufmännische Verwaltung, Vertrieb und Fertigung blieben unverändert in Suhl. Das Unternehmen präsentierte 2008 eine zum Basisdrilling 96K passende Dreischloss-Drillingsfamilie in der traditionell gefertigten Meisterstück-Kategorie.

### Gegenwart
2010 stellte Merkel eine völlig neu entwickelte Repetierbüchse vor, die den klassischen Drehkopfverschluss mit einem Übersetzungsgetriebe zu einem sehr schnellen Geradezug-Repetierer kombiniert und nennt sie RX Helix (R steht für Repetierer, die römische Zahl x steht für das Entwicklungsjahr 2010). Das neuartige Helix-Verschlussprinzip, bei dem sich die Verschlusswarzen entlang einer gedachten mehrspindeligen Helix bewegen, verbindet nach Angaben des Unternehmens sehr schnelles Nachladen mit einem völlig sicheren traditionellen Verriegelungsprinzip. Im selben Jahr investiert das Unternehmen erheblich in Fertigungs- und Repräsentationskapazitäten am Standort Suhl: Ein Erweiterungsbau an der Schützenstraße schafft 1.600 Quadratmetern zusätzliche Fläche und beherbergt ein Kunden- und Besucherzentrum, neue Schulungs- und Fertigungsräume.
Im Jahr 2018 wurde Merkel 120 Jahre alt. Produktseitig wird die Helix Speedster vorgestellt, ein Linearrepetierer mit einem neuartigen Kunststoff-Lochschaft, dessen Loch oben offen ist. Neu ist auch ein hydraulisch ausfahrender Schaftrücken mit Memory-Funktion, was einen reproduzierbaren Anschlag sicherstellt.

## Tochterunternehmen
Zur Merkel-Gruppe gehören verschiedene Unternehmen. 2008 wurde das traditionsreiche Unternehmen C. G. Haenel wiedergegründet. Seit 2013 gehört BWO-Elektronik, als Hersteller von Steuerungen für Werkzeugmaschinen und Industrieroboter, zur Merkel Gruppe. Die BWO Elektronik ist 1992 aus der Heckler & Koch Maschinen- und Anlagenbau hervorgegangen. Außerdem gehört die deutsche Caracal GmbH dazu, ebenfalls mit dem Sitz in Suhl.